# 瀕死

《瀕死》（英語：Impending Death）為自由攝影師湯瑪斯·達拉爾（Thomas Dallal）於911事件中所拍攝的照片。 本照顯示世界貿易中心北塔（一號樓）於上午8：46先遭美國航空11號班機恐怖襲擊撞擊起火，至上午10：28崩塌之間的樣子。照片中可見許多被困在大樓上層的人，受濃煙和高溫所迫，全都懸在窗外，無法脫身。91樓以上所有的樓梯和電梯井在遭撞擊後全數截斷。
此照片其後獲得國際年度圖片大奬亞軍。

## 來歷
911事件中，四架客機遭劫持並用於自殺攻擊。世貿中心南北兩座塔樓於遭受攻擊後雙雙崩塌。
由於11號航班撞擊角度的緣故，使北塔高處的電梯與逃生梯全數遭到摧毀，北塔92樓至頂樓間的1,344人無從脫身。他們全因嗆傷或墜樓而死，或於北塔倒塌時而身亡。多名墜樓或身陷其中的罹難者被拍攝下來。由美聯社攝影師理查·祖（Richard Drew）所拍攝的《墜落的人》已成為事件中最知名且最受爭議的畫面之一。
北塔即將崩塌前不久，自由攝影記者湯瑪斯·達拉爾拍攝到本幀《瀕死》。圖中約有50人，位於建達公司（於事件中喪失658名員工，近公司全部人員的三分之二，亦為世貿雙塔罹難人數最多的租戶）和世界之窗餐廳（喪命73人）所在樓層。

## 身份辨識
2006年9月，《名利場》雜誌摘錄《看世界變化》一書，詳述九一一遇難者家屬努力憑藉照片辨認親人，以及由其他角度拍攝的類似照片。

## 註解
1. ↑  Whitworth, Melissa. . The Daily Telegraph. 3 September 2011  [2019-08-25]. （原始内容存档于2 January 2014）.
2. ↑  Dwyer, Jim; Eric, Lipton; Flynn, Kevin; Flanz, James; Fessenden, Ford. . The New York Times. 26 May 2002. （原始内容存档于2009-09-12）.
3. ↑  . Pictures of the Year International.   [18 June 2018]. （原始内容存档于17 August 2013）.
4. ↑  Friend, David. . Vanity Fair. 1 September 2006  [18 June 2018]. （原始内容存档于21 December 2014）.

## 參閱
- Watching the World Change. Friend, Davis. 2006.